# クラッシュ (［Alexandros］の曲)
『クラッシュ』は、[Alexandros]の楽曲。2022年7月13日にユニバーサルミュージックから8枚目のフル・アルバム『But wait. Cats?』の収録曲として発売された。

## 概要
- 本曲はソニー・ピクチャーズ エンタテインメント配給映画『バイオレンスアクション』の主題歌である[1][2][3]。
  - 自身が実写映画の主題歌を担当するのは、2020年公開のワーナー・ブラザース映画配給映画『ドクター・デスの遺産-BLACK FILE-』の主題歌「Beast」[7]以来、約2年振りである。
- 2022年6月3日、同映画の予告映像と共に、本曲が初解禁された[1][2]。
- 同年7月13日、自身の8thアルバム『But wait. Cats?』の収録曲として発売された[4][5][6]。
- 同年8月16日、同映画とのコラボMVが公開された[8][9]。

## クレジット

### 作詞・作曲・編曲
- 作詞・作曲：川上洋平
- 編曲：[Alexandros], 根岸孝旨

## タイアップ
- ソニー・ピクチャーズ エンタテインメント配給映画『バイオレンスアクション』主題歌[1]

## 収録作品

### アルバム
- 8thアルバム『But wait. Cats?』